# Hector et la Recherche du bonheur
Pour plus de détails, voir Fiche technique et Distribution.
Hector et la Recherche du bonheur (Hector and the Search for Happiness) est une comédie dramatique britannique coécrite et réalisée par Peter Chelsom et sortie en 2014. Il s'agit d'une adaptation cinématographique du roman Le Voyage d'Hector ou la Recherche du bonheur, de l'écrivain français François Lelord.

## Synopsis
Hector, un psychiatre londonien décide de parcourir le globe à la recherche du bonheur.

## Fiche technique
- Titre original : Hector and the Search for Happiness
- Titre français : Hector et la Recherche du bonheur (en  France et au  Québec)
- Réalisation : Peter Chelsom
- Scénario : Maria von Heland, Peter Chelsom et Tinker Lindsay d'après Le Voyage d'Hector ou la Recherche du bonheur de François Lelord
- Direction artistique : Michael Diner
- Décors : Laurel Bergman
- Costumes : Guy Speranza
- Montage : Claus Wehlisch
- Musique : Dan Mangan
- Photographie : Kolja Brandt
- Son :
- Production : Klaus Dohle, Trish Dolman, Christine Haebler et Judy Tossell
- Sociétés de production : Egoli Tossell Film, Erfttal Film, Film Afrika Worldwide, Screen Siren Pictures et Wild Bunch
- Sociétés de distribution :
- Pays d’origine : Royaume-Uni
- Budget :
- Langue : Anglais
- Durée : 120 minutes
- Format :
- Genre : Film dramatique
- Date de sortie : 
  -  Allemagne : 14 août 2014
  -  France : 14 octobre 2015 (directement en vidéo)

## Distribution

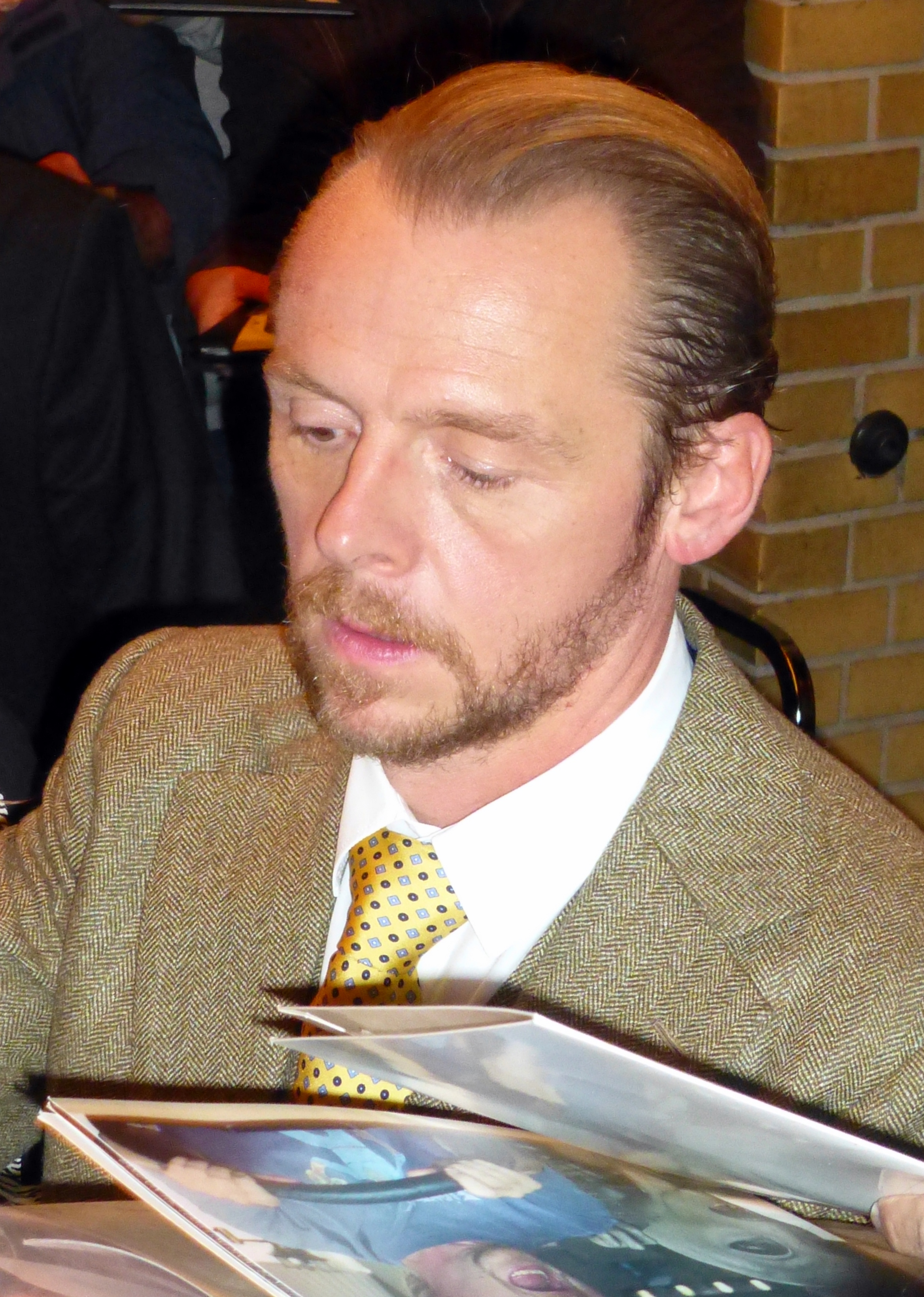
L'acteur principal Simon Pegg à la première du film au Festival international du film de Toronto 2014.

- Simon Pegg (VQ : François Godin) : Hector
- Rosamund Pike (VQ : Valérie Gagné) : Clara
- Stellan Skarsgård (VQ : Denis Mercier) : Edward
- Jean Reno (VQ : Guy Nadon) : Diego
- Toni Collette (VQ : Violette Chauveau) : Agnes
- Christopher Plummer (VQ : Vincent Davy) : Professeur Coreman
- Jakob Davies : Hector jeune
- Veronica Ferres : Anjali
- Barry Atsma (VQ : Patrice Dubois) : Michael
- Ming Zhao (VQ : Sarah-Jeanne Labrosse) : Ying Li
- Togo Igawa (VQ : Edgar Fruitier) : le vieux moine

Source et légende : version québécoise (VQ) sur Doublage.qc.ca

## Distinctions

### Nominations et sélections
- Festival international du film de Toronto 2014 : sélection « Special Presentations »